# Геологія Малайзії
Геологічна будова Малайзії.
Малайзія розташована в місці зчленування східного закінчення Середземноморського геосинклінального пояса з Тихоокеанським. За особливостями геологічної будови виділяють дві частини М. — західну (материкову) і східну (острівну).
Зах. М. — мезозойська складчаста обл. з переважанням нижньо-середньопалеозойських порід на заході, мезозойських — в центрі і верхньопалеозойських — на сході. При цьому на заході Малаккського п-ова в розрізі домінують карбонатно-теригенні відклади, а на сході — вулканогенно-осадові. Породи прорвані великими гранітними інтрузіями палеозою і тріасу. Нижньо-середньопалеозойські відклади, а на сході п-ова також і верхньопалеозойські товщі зібрані в складки і метаморфізовані. Широко розвинені розломи меридіонального і півн.-західного напрямів. За особливостями геол. будови і виявами к.к. материкова частина М. поділена на 3 металогенічні пояси — Західний, Центральний та Східний.
У Західному поясі є родовища і вияви руд олова, вольфраму, заліза, танталу і ніобію, пов'язані з гранітоїдами; міоценові відклади включають поклади низькоякісного вугілля, а кори вивітрювання — боксити. У Центр. поясі відомі невеликі родов. руд золота, свинцю, цинку, міді, що асоціюють з вулканітами, в Східному — родов. руд заліза, олова, вольфраму і марганцю, пов'язані з гранітами.
Сх. М. — кайнозойська складчаста область з потужними товщами верх. мезозою і кайнозою. У ниж. половині розрізу (сх. частина острова) вони представлені складчастими і слабкометаморфізованими кременисто-вулканогенними утвореннями, що включають дрібні тіла ультрабазитів; у верх. половині розрізу (зах. частина острова) — слабкодислоковані, г.ч. уламкові відклади, прорвані невеликими інтрузіями кайнозойських гранітів. Тут (Саравак) встановлені невеликі родов. руд стибію і золота, вияви свинцю і цинку (в гранітоїдах); родов. бокситів, руд заліза і нікелю виявлені в латеритних корах вивітрювання.
Родов. вугілля укладені у верхньоеоценових відкладах. У сх. частині острова (Сабах) з роговообманковими гранітоїдами пов'язані родов. руд міді, що містять золото і срібло, з тілами ультрабазитів асоціюють хроміти, а з корами вивітрювання — боксити і нікелеві руди.